# Mailly-Champagne
Mailly-Champagne ist eine französische Gemeinde mit 622 Einwohnern (Stand: 1. Januar 2022) im Département Marne in der Region Grand Est (vor 2016 Champagne-Ardenne). Die Gemeinde gehört zum Arrondissement Reims und zum Kanton Mourmelon-Vesle et Monts de Champagne. Die Einwohner werden Maillotins genannt.

## Geographie
Mailly-Champagne liegt etwa 17 Kilometer südsüdöstlich des Stadtzentrums von Reims. Umgeben wird Mailly-Champagne von den Nachbargemeinden Puisieulx im Norden, Verzenay im Osten, Val de Livre im Süden sowie Ludes im Westen.

## Bevölkerungsentwicklung
| Jahr                       | 1962 | 1968 | 1975 | 1982 | 1990 | 1999 | 2006 | 2018 |
| Einwohner                  | 729  | 773  | 707  | 723  | 674  | 711  | 751  | 650  |
| Quellen: Cassini und INSEE |      |      |      |      |      |      |      |      |

## Sehenswürdigkeiten

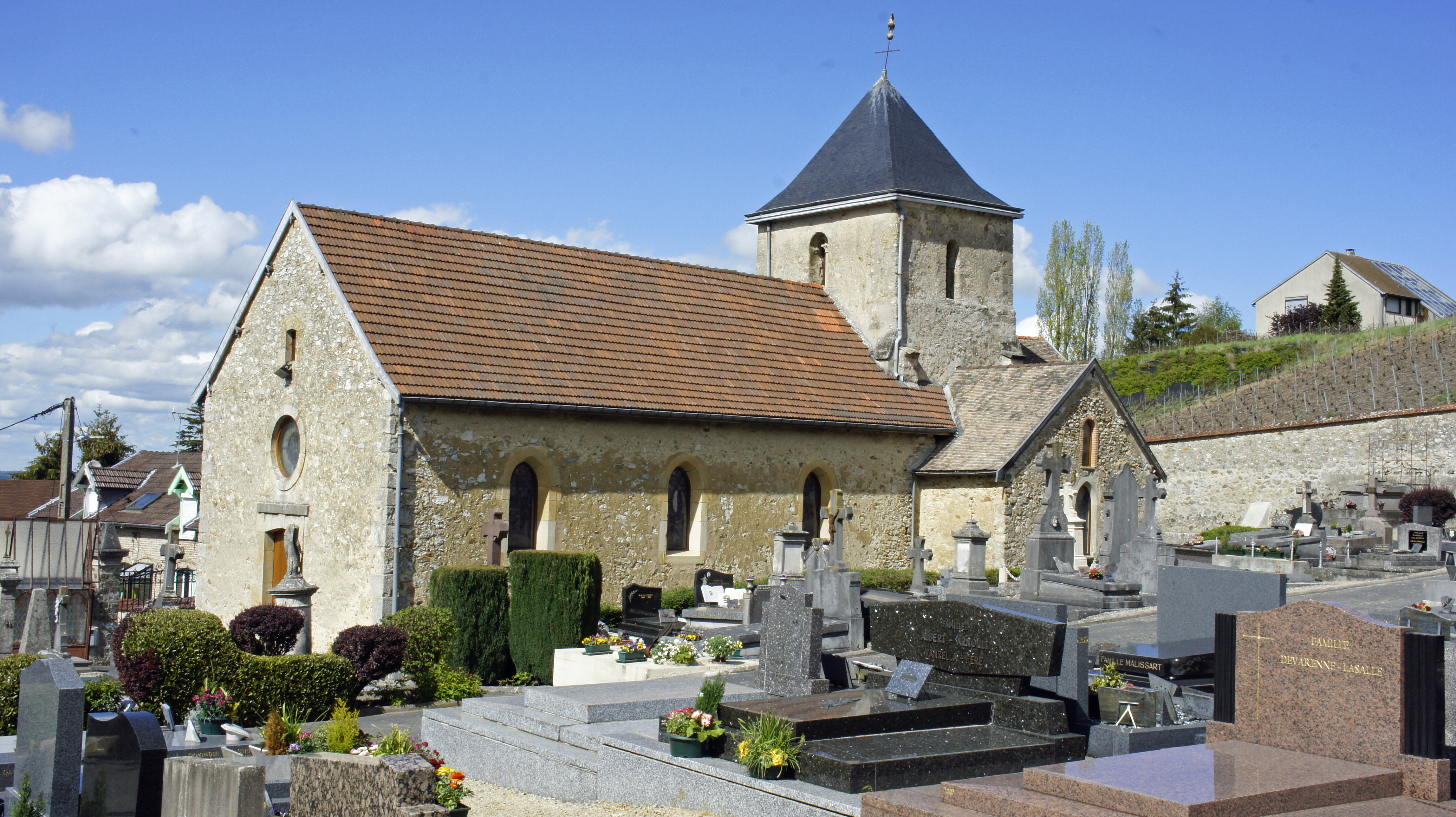
Kirche Saint-Calixte

- Kirche Saint-Calixte aus dem 11. Jahrhundert